# Durrington (Wiltshire)
Pour les articles homonymes, voir Durrington.
Durrington est un village et une commune civile dans le Wiltshire, en Angleterre du Sud-Ouest, à environ 16 kilométres au nord de Salisbury (Angleterre).